# Gemeinde Petnjica
Die Gemeinde Petnjica (montenegrinisch Општина Петњица Opština Petnjica) ist eine Gemeinde in Montenegro mit Verwaltungssitz in Petnjica.
Die Gemeinde wurde 2013 aus mehrheitlich von Bosniaken bewohnten Teilen der Gemeinde Berane gegründet.

## Demographie
Bei der letzten Volkszählung 2011 war die Gemeinde noch nicht gegründet. Bei Anwendung der heutigen territorialen Gliederung ergibt sich eine Einwohnerzahl von 6686, davon 4551 Bosniaken (83,0 %), 690 Ethnische Muslime (12,6 %), 86 Serben (1,6 %) und 67 Montenegriner (1,2 %).
Koordinaten: 42° 55′ N, 19° 58′ O